# Vejen Miniby
Vejen Miniby er en dansk miniby i Vejen som blev grundlagt i 2004. Ideen bag minibyen er at genskabe en kopi i en målestok ca. 1:10 af Vejen, som den så ud fra 1900 til omkring 1930. Arbejdet med at bygge husene udføres af frivillige. Minibyen har åben hele året mellem mandag og fredag klokken 09:00-12:00.